# والت ويسلي
والت ويسلي (بالإنجليزية: Walt Wesley)‏ مواليد 25 يناير 1945 في فورت مايرز، هو لاعب كرة سلة أمريكي معتزل. بدأ مسيرته الاحترافية في سنة 1966. تم اختياره من قبل فريق سكرامنتو كينغز خلال الدرافت. بلغ طوله 6 قدم 11 بوصة (2.1 م). اعتزل اللعب في 1975. أحرز خلال مسيرته في الإن بي إيه 5002 نقطة بمعدل 8.5 نقاط في المباراة الواحدة.

## المسيرة الاحترافية
لعب مع سكرامنتو كينغز من سنة 1966 إلى 1969، ثم لعب مع شيكاغو بولز في موسم 1969–1970، ثم لعب مع كليفلاند كافالييرز من سنة 1970 إلى 1973، ثم لعب مع فينيكس صنز في موسم 1972–1973، ثم لعب مع فيلادلفيا سفنتي سيكسرز في سنة 1974، ثم لعب مع ميلووكي باكز في موسم 1974–1975، ثم لعب مع لوس أنجلوس ليكرز في سنة 1975.

## روابط خارجية
- والت ويسلي على موقع إن بي أي (الإنجليزية)
- والت ويسلي على موقع سبورتس رفرنس (الإنجليزية)
- والت ويسلي على موقع كلية كرة السلة في سبورتس رفرنس.كوم (الإنجليزية)
- والت ويسلي على موقع ريلجم (الإنجليزية)
- والت ويسلي على موقع بروبوليرز (الإنجليزية)
- والت ويسلي على موقع قاعة كنساس للمشاهير الرياضية (مؤرشف) (الإنجليزية)